# Jakov Spivakovskij
Jakov Spivakovskij (Odessa, 1800 – ...) è stato un attore russo, fu una delle prime star del teatro yiddish.

## Biografia
Rampollo molto colto di una ricca famiglia ebrea di Odessa, Spivakovskij aveva un'educazione accademica ed era già un giovane viaggiatore che, secondo il racconto di Jacob Adler "recitava con talento e gusto nei teatri dilettanti russi" e "recitava la poesia di Puškin con qualcosa di vicino al genio", quando fu inviato nel 1877 a Bucarest, in Romania, come corrispondente estero per un giornale di Odessa, per coprire la guerra russo-turca. Incrociò la strada con Abraham Goldfaden, che solo un anno prima aveva fondato la prima compagnia teatrale professionale di lingua yiddish e abbandonò il giornalismo per diventare un protagonista romantico.
Ben presto lasciò la troupe di Goldfaden insieme al collega Israel Rosenberg. Fecero un breve tour (con un repertorio trafugato da Goldfaden) in Moldavia, ma la fine della guerra prosciugò l'offerta di mercanti e intermediari a spesa libera che avevano brevemente reso il teatro yiddish in Romania un'impresa prospera. Su suggerimento di Jacob Adler tornarono a Odessa, dove Spivakovskij fu il primo protagonista della nuova compagnia di Rosenberg con sede a Odessa, la prima compagnia teatrale yiddish professionale nella Russia imperiale.